# Алдо Роси
Алдо Роси (на италиански: Aldo Rossi) е италиански архитект и урбанист.

## Биография
Роден е на 3 май 1931 г. в Милано. През 1949 г. започва да следва архитектура в Политехническия университет на Милано, където научен ръководител му става Пиеро Порталупи. Завършва през 1959 г.
Между 1955 и 1964 г. е редактор в архитектурното списание „Casabella“.

## Творчество

### Архитектурни проекти
- 1960 – Villa ai Ronchi във Версилия
- 1962 – Конкурсен проект за паметник на Съпротивата в Кунео
- 1964 – Конкурсен проект за нова сграда на театър „Паганини“ и „Piazza della Pilotta“ в Парма
- 1964 – Мост за Триеналето в Милано
- 1965 – Монументален фонтан в Сеграте
- 1966 – Конкурсен проект за квартал „Сан Роко“ в Монца
- 1967 – 74 – жилищен комплекс „Монте Амиата“, Милано, съвместен проект с Карло Аймонино
- 1968 – Проект за сграда на общината в Скандичи
- 1971 – 84 – Костница и гробищни сгради в гробището „Сан Каталдо“ в Модена
- 1972 – проект за сграда на общината в Муджо
- 1972 – начално училище във Фаняно Олона
- 1973 – документален филм „Ornament and crime“ за Триеналето в Милано
- 1974 – проект за студентски общежития в Триест
- 1976 – проект за студентски общежития в Киети
- 1977 – проект за бизнес център във Флоренция
- 1977 – еднофамилни къщи в Моцо
- 1978 – „Teatrino scientifico“
- 1979 – „The floating 250 seat“ на Teatro del Mondo и триумфална арка, и двете построени за Венецианското биенале
- 1979 – апартаменти във Фридрихщад за изложението IBA 84 в Западен Берлин, Германия
- 1979 – търговски център „Torri“ в Парма
- 1979 – Основно училище в Брони, в сътрудничество с Ардино Кантафора
- 1979 – Monumental tower, Мелбърн, Австралия
- 1981 – 1988 – „Berlin Block“ на Kochstraße на ъгъла с Wilhelmstraße в Берлин, Германия
- 1982 – седалище на „Fontivegge“ в Перуджа
- 1982 – House Pocono Pines, Mount Pocono в Пенсилвания, САЩ
- 1982 – бунгала за Бруно Лонгони на остров Елба
- 1983 – проект за сграда на общината в Боргорико
- 1984 – 1987 – Casa Aurora, седалище на GFT Financial Textile Group, Торино
- 1984 – подготовка на мъжкото модно ревю „Pitti-Uomo“ във Флоренция
- 1984 – 1991 – реновация на театър „Карло Феличе“, Генуа
- 1985 – подготовка на щанд на GFT Financial Textile Group за търговско изложение, Торино
- 1985 – резиденция на „Vialba“ в Милано
- 1986 – 1989 – „Palace Hotel“ във Фукуока, Япония
- 1986 – South Villette в Париж, Франция
- 1988 – 91 – хотел „Duca di Milano“, Милано
- 1988 – 90 – паметник на Сандро Пертини, Милано
- 1989 – жилищна кооперация „De Lamel“, Хага, Нидерландия
- 1989 – градоустройствен план за Пизорно, квартал Тиренция, Пиза
- 1990 – 1992 – резиденция, Чита ди Кастело
- 1990 – 1993 – голф клуб „Cosmopolitan“ в квартал Тиренция, Пиза
- 1990 – Почивен комплекс във Флоренция
- 1991 – административна сграда на „Уолт Дисни Къмпани“ в Орландо, Флорида
- 1991 – център за съвременно изкуство на острова в езерото Васивиер, Франция
- 1991 – преустройство на бившата индустриална памукова фабрика „Cantoni“ в Кастеланца в главен кампус на Университета „Карло Катанео“
- 1991 – пощенска станция и жилищна сграда в близост до Града на музиката в Париж (19 арондисман), Франция
- 1992 – реконструкция на театър „Карло Феличе“ в Генуа, в сътрудничество с Иняцио Гардела
- 1993 – личен флорентински гардероб за Бруно Лонгони
- 1994 – 1998 – Schützenstraße quarter, Берлин (фотографии Архив на оригинала от 2010-11-13 в Wayback Machine.)
- 1995 – Музей за древно и съвременно изкуство „Бонефантенмузеум“, Маастрихт, Нидерландия
- 1995 – съживяване на бившия район Курсаал в Монтекатини
- 1996 – редакционен комплекс за списание в Берлин, Германия
- 1996 – Ca' di Cozzi, централна част на Верона
- 1996 – 1998 – Mojiko Hotel, Китакюшу, Япония
- 1997 – проект за Arts Factory district в Болоня
- 1997 – търговски център Terranova, Олбия, Сардиния
- 1999 – 2004 – обновяване на театър „Ла Фениче“, Венеция
- 2001 – седалище на „Scholastic Corporation“, Ню Йорк, САЩ

### Продуктов дизайн
Освен архитектурни проекти Роси създава и дизайн на мебели и домашни уреди, сред които:
- 1983 – стол Teatro за Molteni Group в сътрудничество с Luca Meda
- 1984 – кафеварка и чайник The Conical за Alessi
- 1987 – стол Milan за Molteni Group
- 1988 – кафеварка La Cupola за Alessi
- 1988 – чайник Il Conico за Alessi
- 1989 – стол Paris за Unifor, днес част от Molteni Group
- 1989 – книжарска лавица Decartes за Unifor, днес част от Molteni Group
- 1989 – маса Consiglio за Unifor, днес част от Molteni Group
- 1989 – секундомер за Alessi

## Признание и награди
Роси е първият носител на наградата „Прицкер“ (1990), осем години преди Ренцо Пиано. Ада Хъкстейбъл, член на журито на наградата, описва в словото си Роси като „поет, който се е случило да стане архитект“.

## Галерия
- Опера „Teatro Carlo Felice“, Генуа (1981)
- Опера „Teatro Carlo Felice“, портик
- Опера „Teatro Carlo Felice“, поглед откъм сцената
- Музей за древно и съвременно изкуство „Бонефантенмузеум“, Маастрихт (1990 – 94), поглед от моста „Кенеди“
- „Бонефантенмузеум“, вход от изток
- „Бонефантенмузеум“, вътрешно стълбище
- Ансамбъл от жилищни сгради „Quartier Schützenstrasse“, Берлин (1994 – 98)
- „Mojiko Hotel“, Китакюшу (1996 – 98)
- Гробище „Сан Каталдо“, Модена
- Гробище „Сан Каталдо“, Модена
- Административна сграда на „ABC Studios“ в Бърбанк, Калифорния
- Максистолът на Алдо Роси във Вайл ам Райн

## За него
- Pangalos, Panayotis. The significance of time in contemporary architecture. Technical and poetic time: the case of Aldo Rossi.   University of Patras, Greece, 2008.
- Arnell, Peter, Bickford, Ted. Aldo Rossi. Buildings and Projects.   New York, Rizzoli, 1985. ISBN 0-8478-0499-2.
- Berlucchi, Nicola. Aldo Rossi: ricostruzione del teatro La Fenice //  Area 51.   2000. (на италиански)
- Ferlenga, Alberto. Aldo Rossi. Opera completa (1993–1996).   Milan, Electa, 1996. ISBN 88-435-5543-X. (на италиански)
- Leoni, G. (a cura di). Costruire sul costruito, intervista a Aldo Rossi //  Area 32.   1997. с. 44–47. (на италиански)
- Polazzi, Giovanni. Aldo Rossi Associati – Area ex mattatoio //  Area 46.   1999. с. 106–110. (на италиански)
- Savi, Vittorio, L'Architettura di Aldo Rossi, Franco Angeli Edizioni, Milan, 1975.
- Pangalos, Panayotis, The significance of time in architecture of Aldo Rossi, ed. Gutenberg, Athens, 2012.
- Moschini, Francesco, Aldo Rossi Progetti e disegni 1962-1979, Edizioni Center, Florence September 1979. International Co-editions Rizzoli New York, London Academy Edition, The Equerre Paris, Xarait Madrid.
- Tafuri, Manfredo, Storia dell'architettura italiana 1944-1985, Einaudi, Torino, 1982.
- Ferlenga, Alberto, Aldo Rossi. Opera completa (1993-1996), Electa, 1996.
- Leoni G(ed), Costruire sul costruito, intervista a Aldo Rossi, Area 32, May/June 1997, pp. 44 – 47